# Lijst van voetbalinterlands België - Servië
Deze lijst van voetbalinterlands is een overzicht van alle officiële voetbalwedstrijden tussen de nationale teams van België en Servië. De landen hebben tot op heden vijf keer tegen elkaar gespeeld. De eerste ontmoeting was een kwalificatiewedstrijd voor het Europees kampioenschap voetbal 2008 en werd gespeeld in Belgrado op 7 oktober 2006. Het laatste duel, een vriendschappelijke wedstrijd, vond plaats op 15 november 2023 in Brussel.

## Wedstrijden
| № | Plaats   | Datum            | Competitie           | Wedstrijd       | Uitslag |
| - | -------- | ---------------- | -------------------- | --------------- | ------- |
| 1 | Belgrado | 7 oktober 2006   | EK 2008 kwalificatie | Servië − België | 1 − 0   |
| 2 | Brussel  | 22 augustus 2007 | EK 2008 kwalificatie | België − Servië | 3 − 2   |
| 3 | Belgrado | 12 oktober 2012  | WK 2014 kwalificatie | Servië − België | 0 − 3   |
| 4 | Brussel  | 7 juni 2013      | WK 2014 kwalificatie | België − Servië | 2 − 1   |
| 5 | Brussel  | 15 november 2023 | Vriendschappelijk    | België − Servië | 1 − 0   |

## Samenvatting
| Competitie        | Totaal gespeeld | Winst België | Gelijk | Winst Servië | Doelsaldo België – Servië |
| ----------------- | --------------- | ------------ | ------ | ------------ | ------------------------- |
| WK-kwalificatie   | 2               | 2            | 0      | 0            | 5 − 1                     |
| EK-kwalificatie   | 2               | 1            | 0      | 1            | 3 − 3                     |
| Vriendschappelijk | 1               | 1            | 0      | 0            | 1 − 0                     |
| Totaal            | 5               | 4            | 0      | 1            | 9 − 4                     |

Wedstrijden bepaald door strafschoppen worden, in lijn met de FIFA, als een gelijkspel gerekend.

## Details

### Eerste ontmoeting
| EK 2008 kwalificatie (Belgrado, Servië, 7 oktober 2006): |       |        |
| Servië                                                   | 1 – 0 | België |
| Nikola Žigić 54'                                         | goals |        |

### Tweede ontmoeting
| EK 2008 kwalificatie (Brussel, België, 22 augustus 2007): |       |                                               |
| België                                                    | 3 – 2 | Servië                                        |
| Mousa Dembélé 10' Kevin Mirallas 30' Mousa Dembélé 88'    | goals | 73' Zdravko Kuzmanović 90' Zdravko Kuzmanović |